# Antoni Hermanowicz
Antoni Hermanowicz (ur. 27 sierpnia 1947 w Poniatowej, zm. 27 lipca 2016 w Kielcach) – polski piłkarz i trener.
Wychowanek Stali Poniatowa. Grał także w Piaście Gliwice oraz AZS-AWF Warszawa. Występował na pozycji obrońcy lub pomocnika. Jego trenerami byli m.in. Andrzej Strejlau i Andrzej Zamilski. W 1972 roku ukończył studia w Akademii Wychowania Fizycznego w Warszawie.
Początkowo był trenerem Stali Nowa Dęba, Stali Stalowa Wola, Wisłoki Dębica i Stali Mielec. Pięciokrotnie (1980–1983, 1986, 1987–1988, 1993, 2000) prowadził Koronę Kielce – w 1982 roku wywalczył z nią awans do II ligi. Od lipca do października 1983 był szkoleniowcem Wisły Płock. Następnie pracował w Alicie Ożarów i Nidzie Pińczów. W 1998 wraz z Bucovią Bukowa dotarł do 1/16 finału pucharu Polski, w której prowadzony przez niego zespół przegrał 0:3 z Legią Warszawa.
Był również trenerem Granatu Skarżysko-Kamienna, Spartakusa Daleszyce, Wiernej Małogoszcz i AKS Busko-Zdrój. Był także działaczem kieleckiego OZPN zajmując stanowisko przewodniczącego Rady Trenerów. Ponadto pracował jako nauczyciel wychowania fizycznego w Zespole Szkół Ogólnokształcących nr 26 w Kielcach.